# Gayatri Chakravorty Spivak
Gayatri Chakravorty Spivak (ur. 24 lutego 1942 w Kolkacie) – indyjska teoretyczka i krytyczka kultury, inspirująca się dekonstrukcjonizmem, feminizmem, marksizmem i postkolonializmem. Jest profesorką na Uniwersytecie Columbia w Nowym Jorku, udziela także gościnnych wykładów na całym świecie. Uważana za jedną z najbardziej wpływowych intelektualistek postkolonialnych.

## Życie prywatne
Jest córką Paresa Chandry i Sivani Chakravorty.
Była dwukrotnie zamężna: najpierw z Talbotem Spivakiem (1964–1977), a następnie z Basudevem Chatterji. Jest bezdzietna.

### Edukacja i kariera naukowa
Po ukończeniu szkoły średniej w Diecezjalnym Gimnazjum dla Dziewcząt św. Jana uczęszczała do Presidency College w Kalkucie na Uniwersytecie w Kalkucie, który ukończyła w 1959. Później pracowała jako korepetytorka i nauczała języka angielskiego.
Należy do pierwszego pokolenia intelektualistów od czasu odzyskania przez Indie niepodległości. Po skończeniu studiów wyjechała do Stanów Zjednoczonych, gdzie kontynuowała studia z języka angielskiego na Uniwersytecie Cornell i z literatury poznawczej na Uniwersytecie w Iowa. Na tym ostatnim złożyła doktorat na podstawie pracy o poezji Yeatsa, napisanej pod kierunkiem Paula de Mana.
W latach 1963–1964 studiowała w Girton College w Cambridge pod kierunkiem T.R. Henn. Pisała o przedstawieniu etapów rozwoju podmiotu lirycznego w poezji Yeatsa. W 1963 prowadziła kurs „Yeats and the Theme of Death” w Yeats Summer School w Sligo w Irlandii. W latach 1965–1970 była adiunktką na Wydziale Anglistyki Uniwersytetu Iowa.
W 1975 została dyrektorką Wydziału Literatury Porównawczej Uniwersytetu Iowa i awansowała na profesorkę zwyczajną. W 1978 uzyskała profesurę z zakresu nauk humanistycznych na Uniwersytecie w Chicago. W 1978 dołączyła do kadry Uniwersytetu Teksańskiego w Austin jako profesorka literatury angielskiej i porównawczej.
W 1982 została mianowana profesorką w dziedzinie literatury angielskiej i porównawczej na Uniwersytecie Emory’ego. W 1986 na Uniwersytecie w Pittsburghu została profesorką języka angielskiego. Tutaj założyła studia kulturoznawcze. Od 1991 była członkinią wydziału Uniwersytetu Columbia w Nowym Jorku jako profesorka nauk humanistycznych Fundacji Avalon, w której w marcu 2007 uzyskała profesurę.
Od 1986 Spivak zajmuje się nauczaniem oraz szkoleniem dorosłych i dzieci wśród bezrolnych analfabetów na pograniczu Zachodniego Bengalu i Biharu/Jharkhandu.
W 1997 jej przyjaciółka Lore Metzger, ocalała z Holocaustu, zapisała jej w testamencie 10 000 dolarów na pracę w dziedzinie edukacji na wsi. Spivak założyła Pares Chandra i Sivani Chakravorty Memorial Foundation for Rural Education. Większość funduszy z Nagrody Kioto przeznaczyła na fundację.
Była stypendystką Guggenheima, otrzymała liczne wyróżnienia akademickie, w tym tytuł doktorki honoris causa 11 uczelni, m.in. Uniwersytetu w Toronto, Uniwersytetu Londyńskiego, University of St Andrews, Uniwersytetu Yale i University of Ghana. Była członkinią rady redakcyjnej czasopism akademickich. W 2007 została wybrana do Amerykańskiego Towarzystwa Filozoficznego.

### Praca naukowa
W 1967 rozpoczęła prace nad przekładem dzieła Jacques’a Derridy De la Grammatologie (książka ukazała się w 1976). Publikacja odniosła sukces, a przedmowa tłumaczki zaczęła być używana na całym świecie jako wprowadzenie do filozofii dekonstrukcji zapoczątkowanej Jacques’a Derridę, którego Spivak poznała w 1971. Jako członkini „Subaltern Studies Collective” zajmowała się krytyką imperializmu i dziedzictwa kolonializmu, podejmowaną w studiach historycznych i tekstach krytycznoliterackich. Owocem tych zainteresowań był najbardziej znany esej Spivak, Can the Subaltern speak, w którym podejmuje dyskusję z „Subaltern Studies Collective” i porusza kwestię możliwości wypowiedzenia się tytułowego Subalterna w sposób dostępny intelektualist(k)om z Pierwszego Świata; przedstawia również swoją wizję obowiązków, jakie na tych ostatnich w związku z tym spoczywają. Wydawane kolejno książki i eseje poświęcone krytyce postkolonialnej uczyniły z niej jedną z najbardziej znanych autorek tworzących w ramach tej perspektywy. Jej prace wpłynęły na wiele dziedzin naukowych: postkolonializm, feminizm międzynarodowy, filozofie poststrukturalistyczne, krytykę globalizacji i kuratorstwo sztuki. Była pionierką badań nad teorią literatury kobiet spoza Zachodu. Stworzyła jedno z najwcześniejszych i najbardziej spójnych opisów tej roli. Biorąc pod uwagę historię, geografię i klasę, Spivak sfeminizowała i zglobalizowana dekonstrukcjonistyczna teorię literatury. Określa siebie jako „praktyczną marksistowsko-feministyczną dekonstrukcjonistkę”.
Po 11 września 2001 zajęła się problematyką terroru.

### Krytyka
Spivak była często krytykowana za swoją twórczość. Terry Eagleton pisał: „Jeśli społeczeństwa kolonialne znoszą to, co Spivak nazywa „seriami przerw, powtarzającymi się rozdarciami czasu, których nie można zszyć”, to samo dotyczy jej nadmiernie eliptycznej prozy. Ona sama, co nie jest zaskoczeniem, właśnie w ten sposób odczytuje łamaną strukturę książki jako obrazoburcze odejście od „akceptowanej praktyki naukowej lub krytycznej”. Wielokropki, ostry żargon, nonszalanckie założenie, że wiesz, co ona ma na myśli, lub że jeśli nie, to jej to nie obchodzi, są w równym stopniu przekodowaniem akademickiej koterii, co uderzeniem w twarz (...)”. Z kolei Judith Butler, odpowiadając Eagletonowi, wyraziła opinię, że Spivak „daje nam polityczny krajobraz kultury w jej niejasności i bliskości” oraz że rzekomo „złożony” język Spivak głęboko zmienił myślenie „dziesiątek tysięcy aktywistów i uczonych”.
Stephen Howe narzekał, że „Spivak jest tak zdumiewająco eklektyczna, tak skłonna do zestawienia różnych pojęć bez syntezy, że przypisanie jej spójnego stanowiska w jakiejkolwiek kwestii jest niezwykle trudne”.
W maju 2018 Spivak podpisała list zbiorowy skierowany do władzy Uniwersytetu Nowojorskiego, aby bronić Avital Ronell, swoją współpracownicę, przed zarzutem molestowania seksualnego ze strony absolwenta uczelni Nimroda Reitmana. List sugerował, że Ronell powinna zostać usprawiedliwiona na podstawie jej pracy naukowej. Judith Butler, główna sygnatariuszka listu, przeprosiła później za niektóre aspekty pisma, szczególnie te wykorzystujące narzędzia feministyczne. Ostatecznie Ronell uznano winną molestowania seksualnego i zawieszono ją na rok.

### Nagrody
W 1997 dostała nagrodę od Narodowej Akademii Literatury w Indiach za tłumaczenia na język angielski dzieł bengalskich. Nagrodę przyznała Sahitya Akademi.
W 2012 została odznaczona Nagrodą Kioto w dziedzinie sztuki i filozofii za bycie „krytyczną teoretyczką i pedagożką z dziedziny nauk humanistycznych zabierającą głos przeciwko intelektualnemu kolonializmowi w odniesieniu do zglobalizowanego świata”.
W 2013 otrzymała Padma Bhushan, trzecie najwyższe odznaczenie cywilne przyznane przez Republikę Indii.
W 2017 otrzymała Lifetime Scholarly Achievement, nagrodę przyznaną przez Modern Language Association of America.

## Dzieła
- Myself, I Must Remake: The Life and Poetry of W.B. Yeats (1974)
- Of Grammatology (przekład De la Grammatologie Jacques’a Derridy, z przedmową autorstwa tłumaczki) (1976)
- In Other Worlds: Essays in Cultural Politics (1987)
- Selected Subaltern Studies (współredagowane z Ranajitem Guha) (1988)
- Can the Subaltern Speak? – esej w zbiorze Marxism and the Interpretation of Culture pod redakcją Cary’ego Nelsona i Lawrence’a Grossberga (1988)
- Three Women’s Texts and a Critique of Imperialism (1988)
- The Post-Colonial Critic (1990)
- Outside in the Teaching Machine (1993)
- The Spivak Reader (1995)
- A Critique of Postcolonial Reason: Towards a History of the Vanishing Present (1999)
- Death of a Discipline (2003)
- Other Asias (2007).

## Publikacje po polsku
- Krytyka postkolonialnego rozumu. W stronę zanikającej współczesności, przeł. Janusz Margański, w: Anna Burzyńska, Michał Paweł Markowski, Teorie literatury XX wieku. Antologia. Kraków: Znak, 2007
- Komparatystyka ekstremalna, przeł. Dorota Kołodziejczyk, „Recykling Idei” nr 10, wiosna/lato 2008.
- Czy podporządkowani inni mogą przemówić?, przeł. E. Majewska, „Krytyka Polityczna” 2010, 24–25, s. 196–239.

## Popkultura
Tomik poezji Phire Esho, Chaka z 1961 autorstwa Binoya Majumdar był jej poświęcony.
Jej imię pojawia się w słowach piosenki Le Tigre'a pt. Hot Topic.